# Salwin
Salwin (barmsky သံလ္ဝင္မ္ရစ္, [θànlwìn myiʔ]IPA, tibetsky རྒྱ་མོ་དངུལ་ཆུ་, čínsky pchin-jinem Nù Jiāng, znaky 怒江, thajsky แม่น้ำสาละวิน) je řeka v ČLR (Tibetská autonomní oblast, Jün-nan), v Myanmaru a částečně také v Thajsku Je 2820 km dlouhá. Povodí má přibližně rozlohu 325 000 km².

## Průběh toku
Řeka pramení z ledovců ve hřbetu Tangla na východě Tibetské náhorní plošiny. Protéká územím Jün-nanské a Šanské vysočiny, kde vytváří soutěsky hluboké 1500 m (místy až 3000 m). Na dolním toku pak teče v rovině a poblíž ústí vytváří mělčiny a písečné prahy. Vlévá se dvěma rameny do Andamanského moře.

## Vodní režim
Zdroj vody je v horní části povodí převážně sněhový a ve střední a dolní části povodí dešťový. Režim je monzunový, s nejvyšším vodním stavem v létě. V době monzunu se úroveň hladiny v soutěskách zvyšuje místy o 20 až 27 m. Průměrný průtok vody poblíž ústí činí přibližně 6700 m³/s.

## Využití
Vodní doprava je možná na úsecích o celkové délce 120 km. Po řece se plaví dřevo. V ústí leží mořský přístav Mawlamyaing.